# Malcolm Howard
Pour les articles homonymes, voir Howard.
Malcolm Howard, né le 7 février 1983 à Victoria (Canada), est un rameur canadien.
Il a obtenu la médaille d'or olympique en 2008 à Pékin en huit et la médaille d'argent en 2012 à Londres.